# Žebráky
Žebráky jsou malá vesnice, část obce Hošťka v okrese Tachov v Plzeňském kraji. Nachází se asi tři kilometry severně od Hošťky. Je zde evidováno 50 adres. V roce 2011 zde trvale žilo 89 obyvatel.
Žebráky jsou také název katastrálního území o rozloze 13,33 km². Žebráky leží i v katastrálním území Pořejov o rozloze 11,72 km².

## Historie
První písemná zmínka o vesnici pochází z roku 1548.

## Obyvatelstvo
| Rok            | 1869  | 1880  | 1890  | 1900  | 1910  | 1921  | 1930  | 1950 | 1961 | 1970 | 1980 | 1991 | 2001 | 2011 | 2021 |
| -------------- | ----- | ----- | ----- | ----- | ----- | ----- | ----- | ---- | ---- | ---- | ---- | ---- | ---- | ---- | ---- |
| Počet obyvatel | 1 781 | 1 522 | 1 451 | 1 373 | 1 430 | 1 377 | 1 201 | 131  | 145  | 154  | 126  | 77   | 88   | 89   | 96   |
| Počet domů     | 202   | 215   | 252   | 255   | 257   | 260   | 263   | 257  | 257  | 33   | 32   | 30   | 33   | 39   | 37   |

## Obecní správa
Při sčítání lidu v letech 1850–1959 Žebráky byly samostatnou obcí v okrese Tachov. Od roku 1960 jsou částí obce Hošťka v okrese Tachov.